# Acmaeodera robigo
Acmaeodera robigo är en skalbaggsart som beskrevs av Knull 1954. Acmaeodera robigo ingår i släktet Acmaeodera och familjen praktbaggar. Inga underarter finns listade i Catalogue of Life.